# Carlos Gustavo Delfino
 Carlos Gustavo Delfino (Santa Fe, Argentina, 6 de noviembre de 1960) es un entrenador y exjugador de baloncesto argentino. 
En su carrera como jugador actuó en Unión de Santa Fe y Echagüe de Paraná de la Liga Nacional de Básquet de Argentina, habiéndose desempeñado también en otras categorías menores con equipos como Olimpia de Venado Tuerto, Atlético San Jorge, Deportivo Roca y Unión Santo Tomé entre otros. Como entrenador trabajó en Alma Juniors. 
Es padre de los también baloncestistas Carlos Delfino -miembro destacado de la Generación Dorada- y Lucio Delfino.
En una entrevista televisiva, su hijo Carlos lo definió como “un rústico” del básquet, al mismo tiempo que lo considera como su principal maestro y guía tanto en el mundo del deporte en particular como de la vida en general.[cita requerida]